# Nieuwpoort
Nieuwpoort là một đô thị ởt tỉnh Tây Flanders, Bỉ. Đô thị này gồm thành phố Nieuwpoort và các thị xã Ramskapelle và Sint-Joris. Vào thời điểm ngày 1 tháng 1 năm 2008, Nieuwpoort có dân số 11.062 người. Tổng diện tích là 31 km² với mật độ dân số là 350 người trên mỗi km².